# Smrť
Smrť je fiktivní postava z děl Terryho Pratchetta pojednávajících o Zeměploše. Přezdívá se mu Bledý jezdec, Konec nadějí, Přítel opuštěných nebo Tišitel trpících. Jedná se o antropomorfní personifikaci neboli o ztělesnění smrti ve formě člověka. Jeho postava se alespoň na okamžik objeví ve všech zeměplošských románech i příbězích, v některých z nich je dokonce jednou z hlavních postav (např. Mort, Sekáč, Těžké melodično, nebo Otec prasátek). Smrťovi společníci jsou jeho adoptivní vnučka Zuzana, jeho sluha Albert a Krysí Smrť, obdoba Smrtě lidského.

## Postava Smrtě
Smrť byl stvořen současně se životem v okamžiku, kdy si živá lidská bytost uvědomila, že by mohla být neživá. Bývá zobrazován jako vysoká lidská kostra v černé kápi s kosou a jezdí na velkém bílém koni, který se jmenuje Truhlík. Tento kůň je smrtelný, ale velmi dobře živený. V počátcích údajně zkoušel jezdit na kostře koně (aby byl stylový), ale ukázalo se to jako nepraktické, protože za jízdy koni upadávaly nohy a podobné části těla. Poté zkoušel ohnivého oře, ale ten měl tendenci pod sebou ve stáji zapalovat podestýlku. Smrť žije ve svém „království“, které je celé černé a čas tam stojí. Každý člověk na Zeměploše má svoje přesýpací hodiny, které vlastní Smrť a které má ve velké síni. Vidí ho pouze mágové, čarodějky, děti, právě zesnulí, a kočky. Smrť miluje kočky. Dospělí živí lidé Smrtě nevidí takového, jaký je, ale jejich smysly ho vnímají jako prázdnou skvrnu, kterou si vyplňují po svém. Nemá hlasivky, takže když hovoří, člověk neslyší přicházet jeho slova zvenku, ale pouze si je uvědomuje ve své hlavě. V knihách o Zeměploše je to vyznačeno tak, že jeho slova jsou sázena kapitálkami. Zvuk jeho hlasu se přirovnává k dunícímu olověnému víku rakve či k ozvěně hrobky. Jeho typickým rčením je pak: DNES TY.
Smrtě je možné přivolat rituálem AškEnte. Smrť se objeví v magickém kruhu, který nemůže opustit, a musí odpovídat na kladené otázky. Občas na to ale zapomíná. Obřad provádějí mágové, ale velice neradi, protože na sebe nechtějí Smrtě upozorňovat. Také Smrť nemá obřad AškEnte rád, protože tvrdí, že ho mágové vždycky vyrušují v ten nejnevhodnější okamžik.

## Koníčky
Jeho koníčkem je sociologické studium člověka. Z toho důvodu také adoptoval sirotka Ysabell, kterou mu později odvedl jeho učeň Mort. Porozumět člověku se mu moc nedaří. I ve svém domě se snaží napodobovat lidské vybavení, ale bez valného úspěchu, neboť obvykle neporozumí smyslu a účelu (např. ručník v koupelně tvrdý jako beton). Další typickou ukázkou je houpačka, kterou postavil pro svoji (adoptivní) vnučku Zuzanu. Také hraní na housle (ne že by se mu to dařilo) a kočky, ve svém domě má místnost plnou koček které zesnuly.

## Další Smrťové
Kromě Smrtě lidí a krysího Smrtě existuje ještě Smrť bleší. V knize Sekáč na krátké období vznikli i další Smrťové pro jednotlivé živé druhy, například Smrť jepic, Smrť stromů nebo Smrť želv. Ke konci románu se však znovu sloučili (vyjma dvou výše zmíněných) do jednoho jediného Smrtě.

## Smrťovo pohlaví
Ačkoliv není jeho pohlaví nikdy úplně upřesněno, z několika důvodů je pravděpodobnější, že se jedná o muže. Jeho adoptivní dcera Ysabell mu říká tati, jeho vnučka Zuzanka jej oslovuje občas dědečku a když Smrť v knize Sekáč přijde o své řemeslo, stává se mužem jménem Vilém Klika. Dokonce ve videohře Discworld odhaduje protagonista Mrakoplaš že se jedná o muže ve větě: "Well, I suppose he's a man. You have to look at the pelvis, don't you?" ("Nu, předpokládám že je muž. Viděli jste jeho pánev, ne?")

## Výskyt v knihách
Smrť se vyskytuje, alespoň na chvilku, ve všech knihách ze světa Zeměplochy, kromě knih Svobodnej národ a Šňupec. Velmi pravděpodobně se objevil i v závěru knihy Johnny a mrtví. Nebyl tam však jmenován.
Knihy v nichž má smrt hlavní roli:
- Mort - 1987
- Sekáč - 1991
- Těžké melodično – 1994
- Otec prasátek - 1996
- Zloděj času - 2001

## Další zpracování Smrtě
Na motivy knih Terryho Pratchetta byly Vadimem Jeanem vytvořeny dva dvoudílné televizní filmy – Otec prasátek (2006) a Barva kouzel (2008). Smrtě ztvárnil přes 2 metry vysoký nizozemský herec a tanečník Marnix Van Den Broeke a v Otci prasátek mu hlas propůjčil Ian Richardson (7. dubna 1934 – 9. února 2007). Protože tento herec v r. 2007 zemřel, v Barvě kouzel Smrtě namluvil Christopher Lee, který jej daboval už v animovaných filmech Soudné sestry a Těžké melodično z r. 1997.
V České republice bylo vytvořeno dokonce několik divadelních her na motivy knih o Zeměploše. V některých se objevil právě i Smrť. Divadlo v Dlouhé vytvořilo hned dvě. Jedná se o hry Soudné sestry a Maškaráda čili Fantom Opery. Pro obě hry napsal scénář Stephen Briggs a postavu Smrtě si zahrál Peter Varga. Také se objevil v představení amatérského divadla Kočovné divadelní společnosti Richarda Klíčníka v inscenaci Muži ve zbrani. I k ní napsal scénář Stephen Briggs. Postavu Smrtě ztvárnil Karel „Netopejr“ Petřík. V této inscenaci si však například zahrál i nakladatel Talpressu Vlastimír Talaš a Jan Kantůrek (překladatel knih od Terryho Prattcheta). Jednu divadelní hru vytvořilo i Divadlo D21 s názvem Sekáč dědeček.
Smrť se objevil i v posledních třech tweetech Terryho Pratchetta: 
| „                 | AT LAST, SIR TERRY, WE MUST WALK TOGETHER. Terry took Death’s arm and followed him through the doors and on to the black desert under the endless night. The End. | “ |
| — Terry Pratchett | |   |